# Saison 5 de Nina
Chronologie
Saison 4 Saison 6
Cet article présente le guide des épisodes de la cinquième saison de la série télévisée française Nina.

## Distribution

### Acteurs principaux et réguliers
- Annelise Hesme : Nina Auber, infirmière dans le service de médecine interne.
- Thomas Jouannet : Dr Costa Antonakis, chef du service de médecine interne, ex-mari de Nina
- Ilona Bachelier : Lily Antonakis
- Nina Mélo : Leonnie « Leo » Bonheur, infirmière
- Grégoire Bonnet : Dr Samuel Proust, médecin interniste, chef du service de médecine interne
- Muriel Combeau : Gabrielle, cadre de santé du service
- Farid Elouardi : Dr Djalil Bensaïd, chef du service de psychiatrie
- Alix Bénézech : Dorothée Ariès, infirmière dans le service
- Clément Moreau : Dr Kévin Heurtaud, médecin
- Véronique Viel : Maud, la radiologue
- Ambroise Michel : Fred, ex-compagnon de Leo, puis compagnon de Dorothée
- Julien Boisselier : Dr Smireni
- Benjamin Egner : Raphaël Melville, le nouveau directeur de l'hôpital
- Amaury de Crayencour : Hugo Delaunay, médecin urgentiste
- Marie-Christine Adam : Gloria Auber, mère de Nina et gynécologue-obstétricienne
- Michèle Moretti : Jeanne, la mère du docteur Proust
- Isabelle Desplantes : Pr Lecoultre
- Wallerand Denormandie : JP, le nouveau petit-ami de Lily

## Épisodes

### Épisode 1:Chaos
- France : 6 novembre 2019 sur France 2

- Dominique Pinon : Jacques Morel
- Joséphine Derenne : Alice Morel, la mère de Jacques

### Épisode 2: Derrière les apparences
- France : 6 novembre 2019 sur France 2

- Bruno Wolkowitch : Père Patrice
- Claudine Vincent : Mme Peyron
- Justine Thibaudat : Kira
- Tom Villa : Loïc

### Épisode 3:Mère et fille
- France : 13 novembre 2019 sur France 2

- Joyce Bibring : Cécile
- Laure Killing : France, la mère de Cécile
- Vincent Deniard : Thomas
- Juliette Tresanini : Louise, la sœur de Thomas
- Jean-Baptiste Blanc : Adam, le fils de Thomas

- L'actrice Laure Killing décède d'un cancer environ une semaine après la diffusion de l'épisode. Elle avait également joué avec Juliette Tresanini dans la série Demain nous appartient.

### Épisode 4:La vie après
- France : 13 novembre 2019 sur France 2

- Chrystelle Labaude : Nicole
- Salomé Partouche : Manon
- Jérémie Poppe : Martin, le fils de Nicole
- Marie-Christine Barrault : Blanche
- Stéphane Monpetit : le chef des pompiers

### Épisode 5:À contre-courant
- France : 20 novembre 2019 sur France 2

- Hammou Graïa : Mourad
- Abel Jafri : Yacine
- Adèle Galloy : Camille
- Tasnim Jamlaoui : Margaux

### Épisode 6:Miroir, mon beau miroir
- France : 20 novembre 2019 sur France 2

- Bruno Lochet : Marin Le Dantec
- Diane Dassigny : Sonia, la fille d'Inès
- Sophie Duez : Inès

### Épisode 7:Les surhommes
- France : 27 novembre 2019 sur France 2

- Patrick Guérineau : Charles
- Chloé Stefani : Justine
- Keyvan Khojandi : Matthieu
- Flannan Obé : Pierre
- Daniel Njo Lobé : Sébastien

### Épisode 8:L'éternel retour
- France : 27 novembre 2019 sur France 2

- Daniel Prévost : Michel Joubert
- Catherine Allégret : Irène Joubert, l'ex-femme de Michel
- Virginie Lemoine : Marie-Pierre Legendre
- Jean Dell : Sylvain Legendre, le mari de Marie-Pierre

### Épisode 9:Contretemps
- France : 4 décembre 2019 sur France 2

- Amélie Etasse : Lydia Garnier
- Aurélien Vacher : Vincent, le violoncelliste
- Geoffroy Thiebaut : Pierre Cordier

- Amélie Etasse joue un couple dans Scènes de ménages avec Grégoire Bonnet (Docteur Samuel Proust).

### Épisode 10:En mal d'enfant
- France : 4 décembre 2019 sur France 2

- Nadia Roz : Ludivine Lefranc
- Joséphine Jobert : Joy
- Juliette Petiot : Margaux
- Robin Migne : Brice
- Jules Gauzelin : Victor
- Angèle Cakin Dugontier : Maëva

### Épisode 11:Le don de la vie
- France : 11 décembre 2019 sur France 2

- Patrick Catalifo : Fabrice, le père de Valentin
- Coraly Zahonero : Diane, la mère de Valentin
- Edouard Eftimakis : Valentin
- Garance Thénault : Solène
- Liam Baty : Thomas

### Épisode 12:Otages
- France : 11 décembre 2019 sur France 2

- Patrick Catalifo : Fabrice, le père de Valentin
- Coraly Zahonero, de la Comédie-française : Diane, la mère de Valentin
- Edouard Eftimakis : Valentin
- Jérôme Bertin : Marc Favre, le commandant de la BRI
- Claire Borotra : Lise Chartain
- Jean-Louis Tilburg : Un membre de la BRI

## Audience en France
| Épisodes | Diffusion        | Nb. téléspectateurs (en moyenne) | Parts de marché | Classements des audiences de la soirée |
| -------- | ---------------- | -------------------------------- | --------------- | -------------------------------------- |
| 1        | 6 novembre 2019  | 2 980 000                        | 12,9 %          | 2e                                     |
| 2        | 6 novembre 2019  | 2 650 000                        | 13 %            | 2e                                     |
| 3        | 13 novembre 2019 | 3 160 000                        | 13,6 %          | 3e                                     |
| 4        | 13 novembre 2019 | 2 890 000                        | 14,2 %          | 3e                                     |
| 5        | 20 novembre 2019 | 3 150 000                        | 13,4 %          | 2e                                     |
| 6        | 20 novembre 2019 | 3 010 000                        | 14,7 %          | 2e                                     |
| 7        | 27 novembre 2019 | 3 060 000                        | 12,9 %          | 2e                                     |
| 8        | 27 novembre 2019 | 2 880 000                        | 14 %            | 2e                                     |
| 9        | 4 décembre 2019  |                                  |                 |                                        |
| 10       | 4 décembre 2019  |                                  |                 |                                        |
| 11       | 11 décembre 2019 |                                  |                 |                                        |
| 12       | 11 décembre 2019 |                                  |                 |                                        |